# Servicio de Inteligencia del Estado (Sri Lanka)
El Servicio de Inteligencia del Estado (SIS) o como antiguamente se denominaba: Oficina Nacional de Inteligencia, es una agencia de inteligencia del gobierno de Sri Lanka .   Es la principal agencia de inteligencia dentro de  Sri Lanka, y esta es responsable de la recopilación de inteligencia tanto interna como externa. La agencia está bajo la supervisión del Ministerio de Defensa.

## Rol
El SIS es responsable de la recopilación de inteligencia sobre cualquier amenaza de fuentes internas y externas que puedan afectar a la seguridad del país para ser utilizada en la formulación de políticas y estrategias gubernamentales. Las funciones que lleva a cabo el SIS se clasifican principalmente en: 
1. Recopilación y análisis de información.
2. Realización de investigaciones encubiertas.
3. Realizar verificaciones de antecedentes de los solicitantes reclutados para instituciones sensibles, incluidas las Fuerzas Armadas, la Policía y otras instituciones estatales seleccionadas.
4. Emitir informes de evaluación de amenazas sobre seguridad y asuntos gubernamentales VVIP y VIP.
5. Realización de programas de capacitación para otras instituciones.
6. Mantener las relaciones exteriores en cuestiones de seguridad nacional.

## Organización
El SIS forma parte del Ministerio de Defensa y está separado completamente de la policía y de la inteligencia militar, pero su personal está mayormente formado por personas con antecedentes tanto policiales como militares. El SIS está dirigido por un director general, el cual tradicionalmente solía ser de la Policía, pero esto se rompió en 2019 con la designación de Suresh Salllay.  

## Historia
Hasta 1984, la Policía de Sri Lanka tenía la responsabilidad de realizar y supervisar las funciones de inteligencia interna, primero bajo la "Rama Especial" y después bajo la "División de Servicios de Inteligencia". Eventualmente, tras el fracaso percibido por parte de la División de Servicios de Inteligencia durante los disturbios de julio de 1983 llevó al gobierno del entonces presidente J. R. Jayawardene a reevaluar la red de inteligencia de la nación, y en 1984 el presidente creó una Oficina Nacional de Inteligencia.  Esta nueva organización combinó las unidades de inteligencia del Ejército, la Armada, la Fuerza Aérea y la Policía.  En 2006 pasó a llamarse Servicio de Inteligencia del Estado.
Miembros de los Tigres de Liberación del Eelam Tamil se infiltraron con éxito dentro del gobierno de Sri Lanka y en organizaciones militares, lo cual provocó el asesinato de varios militares de alto rango. Bajo el secretario de Defensa, Gotabhaya Rajapaksa, las agencias de inteligencia que se encontraban en condiciones desesperadas construyeron un aparato cohesivo, que logró un éxito significativo, incluidas operaciones anti-LTTE en el extranjero y el SIS jugó un papel enorme en la Cuarta Guerra de Ealam. El SIS participó en el desmantelamiento de un gran número de células durmientes de larga duración plantadas por los LTTE en las ciudades, ayudando a la policía a localizar a los delincuentes que ayudaban a los LTTE para obtener beneficios económicos.  
En enero de 2015, el director del SIS, Chandra Wakista, renunció a su cargo tras las elecciones presidenciales, en medio de acusaciones de espionaje hacia las  llamadas telefónicas de los políticos de la oposición.  Posteriormente en marzo, Nilantha Jayawardena fue nombrada directora del SIS. 
En diciembre de 2019, el recién elegido presidente Gotabaya Rajapaksa nombró al brigadier Suresh Sallay, exjefe de la Dirección de Inteligencia Militar, como jefe de la agencia. Posteriormente, Sallay se convirtió en el primer director del SIS que no proviene de la Policía nacional. 

## Direcciones
- Dirección de Inteligencia Interna
- Dirección de Inteligencia Exterior

## Operaciones
En agosto de 2009, Kumaran Pathmanathan, también conocido como KP, que participó en la adquisición de armas para los Tigres de Liberación del Eelam Tamil, fue capturado en Malasia y trasladado a Sri Lanka, a través de Tailandia por medio de la Agencia. 